# Kolej 17. listopadu
Kolej 17. listopadu je studentská kolej v Libni na Praze 8. Nachází se na pravém břehu Vltavy za holešovickým mostem Barikádníků. Skládá se ze dvou výškových ubytovacích budov A a B a menší budovy C. Jsou zde ubytovaní především studenti Karlovy Univerzity, nachází se zde 1400 lůžek. Tyto koleje byly zprovozněny v roce 1988, byly součástí plánu zdejšího studentského městečka.

## Historie
Mezi roky 1974 až 1980 byl na místě usedlosti vybudován areál Matematicko-fyzikální fakulty UK, který byl stavěn podle návrhu projektu architektů Karla Pragera, Jiřího Albrechta a Jiřího Kadeřábka z roku 1965. Před objektem fakulty je navíc umístěna malá socha Prométhea od Václava Frýdeckého, jež měla představovat Jana Palacha. Autorem objektu kolejí je rovněž Karel Prager, který navrhl dva deskové objekty doplňované dvoupodlažním objektem s menzou. Autorem sochařské výzdoby instalované poblíž objektů je sochař Olbram Zoubek.
V létě roku 2005 zde proběhla velká rekonstrukce, při které byla většina studentů vystěhovaných. Vestibul mezi budovami prošel rekonstrukcí v roce 2009, ve stejný rok v zimě byly postaveny protipovodňová opatření. V roce 2014 byly instalovány termoizolační fólie na okna budovy B a horní poloviny budovy A, které zlepšily vnitřní klima.

## Budovy

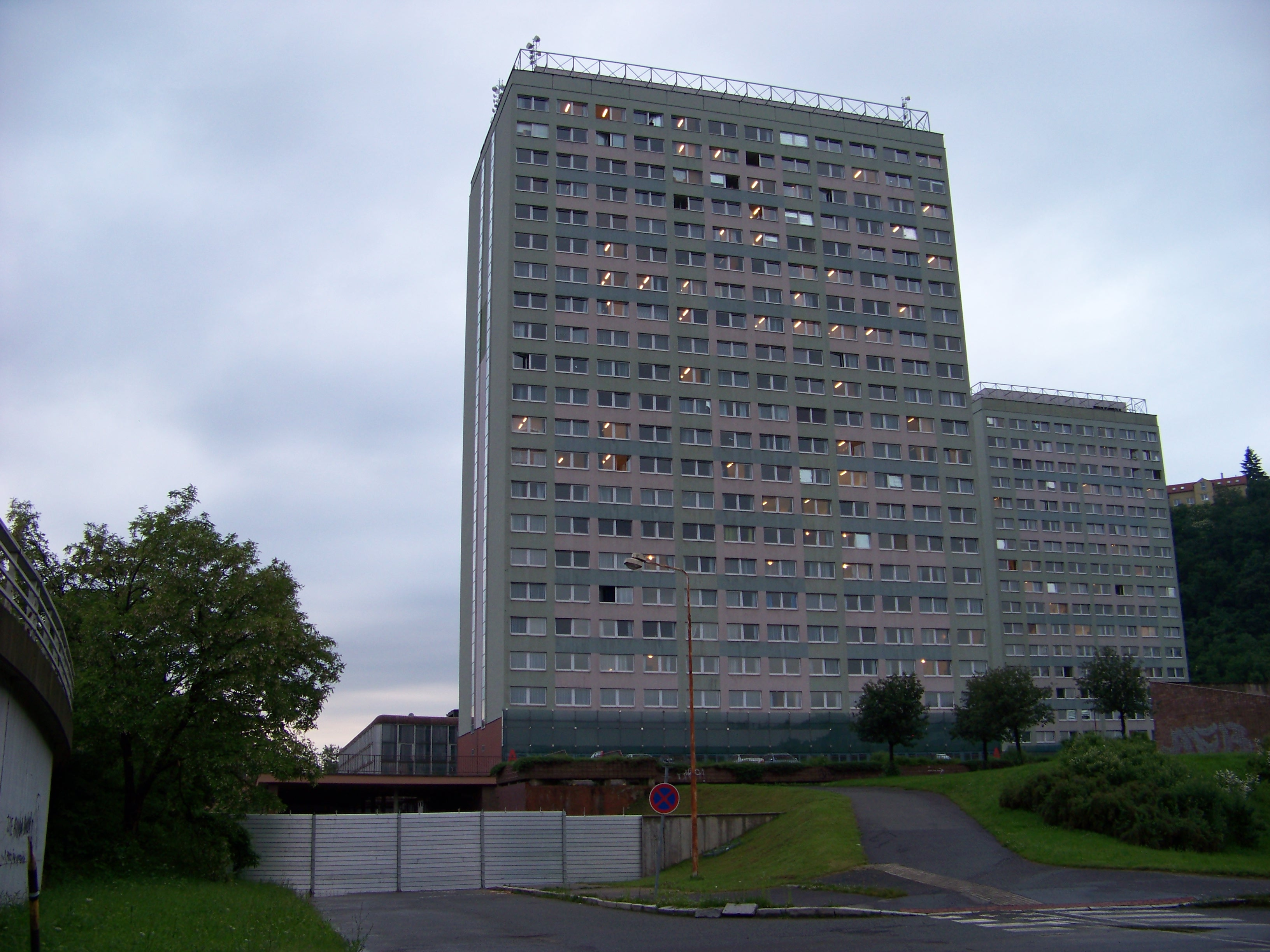
Budova A v popředí, B vzadu

Budova A má 20 pater, je vysoká 69 metrů s anténou 70 m, nachází se blíže k příjezdové cestě. V přízemí se nachází kanceláře, v první patře hotel a ve zbylých patrech je ubytování. Uvnitř jsou 4 výtahy a dvě požární schodiště. V suterénu se nachází Menza (jídelna).
Budova B má 16 pater. Funguje zde malý obchod s potravinami.
Budova C není výšková, původně šlo o budovu menzy. Dnes ji využívá Fakulta humanitních studií Univerzity Karlovy.
Budovy A a B spojuje podchod, kde jsou prádelny, místnost s pingpongovým stolem, posilovna, hudební zkušebna a další technické zázemí.

## Dopravní obslužnost
Přímo u kolejí se nachází zastávka Pelc Tyrolka zajišťující spojení s Nádražím Holešovice autobusovou linkou 187. Dále je možné využít autobusovou zastávku Kuchyňka na magistrále či některou ze zastávek autobusu či tramvaje u Trojského mostu.

## Úmrtí
V dubnu 2005 zde při pokusu slanit se ve výtahové šachtě zahynul 25letý student a čerstvý absolvent MFF UK. Spadnul z 19. patra (60 metrů výšky) v brzkých ranních hodinách. Nejspíše se jednalo o sázku. V roce 2008 zde skokem z okna 19. patra ukončil svůj život jeden ze studentů. V roce 2016 zde skončil život dalšího studenta skokem z 16. patra.